# Premi al Coratge Civil
El Premi al Coratge Civil és un premi de drets humans que reconeix "la resistència ferma al mal amb un gran risc personal en comptes del valor militar."" El premi va ser fundat l'any 2000 pel Northcote Parkinson Fund. L'objectiu del premi no és crear un "rànquing", sinó "cridar l'atenció individualment a alguns extraordinaris herois de consciència". Era inspirat en l'exemple del dissident soviètic Aleksandr Soljenitsin.
El 2007, el nom de la Northcote Parkinson Fund es va canviar a The Train Foundation en reconeixement de les contribucions de la família de l'assessor d'inversions John Train, el principal donant del fons.
El 2012, el patronat estava integrat per vuit membres:
- John Train (cap)
- Edward Streator, antic diplomàtic dels EUA
- Louis N. Bickford, CEO de MEMRIA.ORG
- Ariadne Calvo-Platero, periodista
- Musa T. Klebnikov, director executiu de la Paul Klebnikov Fund
- John K. Menzies, Degà de la School of Diplomacy and International Relations de la Universitat Seton Hall
- Enid C.B. Schoettle, consultora d'afers internacionals
- Ann Brownell Sloane, assessora de GHS Philanthropy Management

Des de l'any 2000, la Fundació ha concedit anualment el Premi al Coratge Civil a un o dos activistes. El premi inclou un honorari de $ 50,000. Les nominacions són acceptades per organitzacions no governamentals internacionals, mentre que les nominacions no sol·licitades són desaconsellades. La cerimònia de lliurament es fa a la ciutat de Nova York o a Londres l'octubre de cada any. Entre els oradors principals han estat a l'historiador britànic Michael Howard, el periodista estatunidenc Jon Meacham, l'ex-ministre britànic Douglas Hurd, i la presidenta xilena Michelle Bachelet.
També s'han nomenat set guanyadors de premis pòstums, que han estat des de l'empresari suec Raoul Wallenberg, que va treballar per salvar la vida dels jueus hongaresos durant la Segona Guerra Mundial, a l'activista indonesi dels drets humans Munir Said Thalib, assassinat el 2004. L'any 2004 i 2005, la Fundació també va atorgar els "Certificats de Distinció en Valor Civil" als finalistes del premi seleccionat. Els certificats inclouen honoraris de $ 1,000 cadascun.

## Guardonats
| Any  | Guardonats                          | País              | Ref.   |
| ---- | ----------------------------------- | ----------------- | ------ |
| 2000 | Nataša Kandić                       | Iugoslàvia        | [ 5 ]  |
| 2001 | Paul Kamara                         | Sierra Leone      | [ 5 ]  |
| 2002 | Vladimiro Roca Antúnez              | Cuba              | [ 5 ]  |
| 2003 | Shahnaz Bukhari                     | Pakistan          | [ 5 ]  |
| 2004 | Emadeddin Baghi                     | Iran              | [ 5 ]  |
| 2004 | Lovemore Madhuku                    | Zimbàbue          | [ 5 ]  |
| 2005 | Min Ko Naing                        | Myanmar           | [ 5 ]  |
| 2005 | Anna Politkovskaya                  | Rússia            | [ 5 ]  |
| 2006 | Rafael Marques de Morais            | Angola            | [ 5 ]  |
| 2007 | Phillip Buck                        | Estats Units      | [ 5 ]  |
| 2008 | Ali Salem                           | Egipte            | [ 5 ]  |
| 2009 | Aminatou Haidar                     | Sàhara Occidental | [ 5 ]  |
| 2010 | Andrew White                        | Anglaterra        | [ 5 ]  |
| 2011 | Lydia Cacho Ribeiro                 | Mèxic             | [ 5 ]  |
| 2011 | Triveni Acharya                     | Índia             | [ 5 ]  |
| 2012 | Yu Jie                              | R.P. de la Xina   | [ 6 ]  |
| 2013 | Denis Mukwege                       | R.D. del Congo    | [ 5 ]  |
| 2014 | Nicola Gratteri                     | Itàlia            | [ 5 ]  |
| 2015 | Iris Yassmin Barrios Aguilar        | Guatemala         | [ 11 ] |
| 2015 | Claudia Paz y Paz                   | Guatemala         | [ 11 ] |
| 2016 | Raqqa Is Being Slaughtered Silently | Síria             | [ 12 ] |
| 2017 | Pierre Claver Mbonimpa              | Burundi           | [ 13 ] |
| 2018 | Vladímir Karà-Murzà                 | Rússia            | [ 14 ] |
| 2019 | Gonzalo Himiob Santomé              | Veneçuela         | [ 15 ] |
| 2021 | Eric K. Ward                        | Estats Units      | [ 16 ] |
| 2022 | Aleksei Navalni                     | Rússia            | [ 17 ] |
| 2023 | Nasrin Sotoudeh                     | Iran              | [ 18 ] |

## Guardonats pòstums
| Guardonats               | Any de mort | país      | Ref.  |
| ------------------------ | ----------- | --------- | ----- |
| Dietrich Bonhoeffer      | 1945        | Alemanya  | [ 9 ] |
| Giovanni Falcone         | 1992        | Itàlia    | [ 9 ] |
| Abdul-Latif Ali al-Mayah | 2004        | Iraq      | [ 9 ] |
| Rosemary Nelson          | 1999        | Irlanda   | [ 9 ] |
| Munir Said Thalib        | 2004        | Indonèsia | [ 9 ] |
| Neelan Tiruchelvam       | 1999        | Sri Lanka | [ 9 ] |
| Raoul Wallenberg         | 1947        | Suècia    | [ 9 ] |

## Certificats de Distinció en Coratge Civil
| Guardonat | Any de concessió        | País           | Ref.   |
| --------- | ----------------------- | -------------- | ------ |
| 2004      | Dan Que Nguyen          | Vietnam        | [ 10 ] |
| 2004      | Arnold Tsunga           | Zimbàbue       | [ 10 ] |
| 2004      | Raphael Wakenge         | R.D. del Congo | [ 10 ] |
| 2005      | Rajan Hoole             | Sri Lanka      | [ 10 ] |
| 2005      | Kopalasingham Sritharan | Sri Lanka      | [ 10 ] |